# Bomaanslagen in Hat Yai op 3 april 2005
De Hat Yai-bomaanslagen vonden plaats op 3 april 2005 bij twee locaties rond de stad Hat Yai in de provincie Songkhla in het zuiden van Thailand. De bomaanslagen waren het werk van separatisten die strijden voor een afscheiding van de zuidelijke door moslims gedomineerde provincies in Thailand en een herrijzenis van het koninkrijk Pattani. Bij de bomaanslagen kwamen twee mensen om het leven en raakten 66 mensen gewond onder wie twee mensen uit Brunei en een uit de VS.
De aanslagen in Hat Yai werden gepleegd voor een vestiging van de hypermarktketen Carrefour en in de terminal van de Internationale Luchthaven Hat Yai. De meeste gewonden vielen bij de luchthaven omdat daar de aanslag in het gebouw zelf plaatsvond. De aanslagen werden gepleegd vlak voor het in Thailand populaire Songkranfestival en gevreesd werd dat er meer bomaanslagen zouden komen. Meerdere aanslagen bleven echter uit. Naast de twee aanslagen in Hat Yai werd er nog een bomaanslag gepleegd op hetzelfde moment bij het Green World Palace Hotel in de 30 kilometer verderop gelegen stad Songkhla. Bij deze aanslag vielen geen doden of gewonden. De bommen werden op afstand tot ontploffing gebracht. Onderzoek wijst uit dat dit met mobiele telefoons werd gedaan.